# European Indoors 1987
European Indoor Championships 1987 — жіночий тенісний турнір, що проходив на закритих кортах з килимовим покриттям Saalsporthalle Allmend у Цюриху (Швейцарія). Належав до турнірів 3-ї категорії в рамках Туру WTA 1987. Турнір відбувся вчетверте і тривав з 26 жовтня до 1 листопада 1987 року. Перша сіяна Штеффі Граф виграла свій другий підряд титул на цьому турнірі й заробила 30 тис. доларів та 210 очок у залік Virginia Slims.

## Фінальна частина

### Одиночний розряд
Штеффі Граф —  Гана Мандлікова 6–2, 6–2
- Для Граф це був 10-й титул в одиночному розряді за сезон і 18-й — за кар'єру.

### Парний розряд
Наталі Ерреман /  Паскаль Параді —  Яна Новотна /  Катрін Сюїр 6–3, 2–6, 6–3
- Для Ерреман це був 1-й титул в парному розряді за кар'єру. Для Параді це був 1-й титул за рік і 2-й - за кар'єру.